# Liste von Kunstwerken im öffentlichen Raum in Fröndenberg
Die Liste von Kunstwerken im öffentlichen Raum in Fröndenberg gibt einen Überblick über Kunst im öffentlichen Raum, unter anderem Skulpturen, Plastiken, Landmarken und andere Kunstwerke in Fröndenberg, Kreis Unna. Es besteht kein Anspruch auf Vollständigkeit.

## Kunstwerke in Fröndenberg
| Bezeichnung                                  | Standort                                    | Koordinate                      | errichtet | Künstler       | Anmerkungen | Bild           |
| -------------------------------------------- | ------------------------------------------- | ------------------------------- | --------- | -------------- | --- | -------------- |
| Rose von Winschoten                          | Platz an der Winschotener Straße            | 51° 28′ 21,1″ N, 7° 45′ 56,3″ O | 1989      |                | Knapp zwei Meter hohe Bronzerose auf einem Kollerstein. Geschenk der niederländischen Gemeinde Winschoten anlässlich der offiziellen Besiegelung der Städtepartnerschaft mit Fröndenberg vom 6. Mai 1989, die bis 2017 bestand. | weitere Bilder |
| Lighting-Blue(s)-Brunnen                     | Brunnen vor der Sparkasse                   | 51° 28′ 21,4″ N, 7° 45′ 56,4″ O |           | Tilman Küntzel | Lichtakustische Brunnenanlage, ab Dämmerung werden Wasserbilder von unten auf die Glasplatte gebeamt. Projekt: „Hellweg – Ein Lichtweg“                                                                                         | weitere Bilder |
| Radsportdenkmal (Fröndenberger Eule)         | Auf dem Eulenberg, nahe Eulenstraße 45      | 51° 28′ 50,5″ N, 7° 45′ 44,6″ O | 1989      | Willi Kemper   | Holz, einziges Radsportdenkmal Deutschlands |                |
| Winnie das Recyclingwesen                    | Ruhr-Radweg                                 | 51° 28′ 24,6″ N, 7° 47′ 25,8″ O |           | Peter Trautner | Stahl, Gas- und Wasserrohre | weitere Bilder |
| Fröndenberger Trichter (Himmelmann-Trichter) | Himmelmannpark, Ruhrstraße / Bismarckstraße | 51° 28′ 17″ N, 7° 46′ 10,3″ O   | 1952      |                | Ehemaliger Standort der großen Papierfabrik Himmelmann. Der Hochleistungs-Trichterstofffänger aus Metall stammt aus dem Jahr 1952.                                                                                              | weitere Bilder |